# Juan Felipe Velasco
Juan Felipe Velasco Valderruten (Cáli, 2 de junho de 2005) é um jogador de voleibol colombiano que atua na posição de central, com marca de alcance de 345 no ataque.

## Carreira
Revelado na base da entidade Liga Vallecaucana de Voleibol, e jogando por este foi convocado para o Campeonato Mundial Sub-19 de 2021 em Teerã, vestindo a camisa #6 finalizou na décima quinta posição, disputando também a edição deste certame em 2023 na cidade de San Juan (Argentina), quando alcançou o décimo quarto lugar. Na 2023–24, retornou ao Sada Cruzeiro,  conquistou o título da Supercopa Brasileira de 2024 e do Campeonato Mundial de Clubes de 2024 realizado em Uberlândia.

## Títulos
- Supercopa Brasileira de Voleibol:Supercopa Brasileira 2024
- Copa Brasil:2024
- Campeonato Mineiro:2023, 2024

## Clubes
| Anos        | Clube                         |
| ----------- | ----------------------------- |
| 2019–2021   | Liga Vallecaucana de Voleibol |
| 2023– atual | Sada Cruzeiro                 |